# مينيربيو
مينيربيو (بالإيطالية: Minerbio)‏ هي بلدية في مقاطعة بولونيا في إقليم إميليا رومانيا الإيطالي.

## السكان
في سنة 1861 بلغ عدد السكان 6٬794 نسمة، وتطور العدد ليصل في سنة 2011 لـ 8٬674 نسمة.
يظهر هذا المخطط البياني تطور النمو السكاني لـ مينيربيو

## توأمة
لمينيربيو اتفاقيات توأمة مع كل من:
- كامونيانو
- Hirrlingen [الإنجليزية]‏
- Hajós [الإنجليزية]‏

## أعلام
- والتر فيتالي